# Anomala variolata
Anomala variolata är en skalbaggsart som beskrevs av Bates 1888. Anomala variolata ingår i släktet Anomala och familjen Rutelidae. Inga underarter finns listade i Catalogue of Life.